# Gustavia monocaulis
Gustavia monocaulis är en tvåhjärtbladig växtart som beskrevs av Scott A. Mori. Gustavia monocaulis ingår i släktet Gustavia och familjen Lecythidaceae. IUCN kategoriserar arten globalt som starkt hotad.
Artens utbredningsområde är Panamá. Inga underarter finns listade i Catalogue of Life.